# Bola (ruisseau)
Pour les articles homonymes, voir Bola.
Le Bola est un ruisseau affluent du Ry de Vaux dans le Pays de Herve en Belgique.
Le Bola s'appelait le Riwa sur le territoire de Grand-Rechain où il sort de deux fontaines (altitude de 253 m) au Vieux Tiège, puis il s'enfonce dans un chantoir. Il réapparaît 400 mètres plus loin et se dirige vers Soiron où on l'appelait Ry du Pré-Colette entre Soiron et Olne (altitude de 206 m) et Ry du Fonds-des-Golets à hauteur du bois d'Olne. Enfin, le Bola prenait le nom de Hazienne avant d'arriver à Vaux-sous-Olne.